# Lipałaty
Lipołaty (biał. Ліпалаты, Lipałaty, ros. Липолаты) – chutor na Białorusi, w obwodzie witebskim, w rejonie brasławskim, w sielsowiecie Widze. W 2019 liczył 193 mieszkańców.